# كأس السوبر الإفريقي 2017
كأس السوبر الأفريقي 2017 (رسميا أورانج كأس السوبر الأفريقي 2017) هي النسخة الخامسة والعشرين من مسابقة كأس السوبر الأفريقي، وهي مباراة سنوية تجمع بين الفائز بدوري أبطال أفريقيا و الفائز بكأس الاتحاد الكونفدرالي الأفريقي لكرة القدم.
لُعبت المباراة بين فريق ماميلودي صن داونز من جنوب أفريقيا الفائز بدوري أبطال أفريقيا 2016، وفريق تي بي مازيمبي من جمهورية الكونغو الديمقراطية الفائز بكأس الكونفدرالية الأفريقية لكرة القدم 2016 في ملعب لوفتوس فيرسفيلد في بريتوريا يوم 18 فبراير 2017. وإنتهت بفوز ماميلودي صن داونز بهدف دون مقابل.

## الفرق
| الفريق            | التأهل                                         | مشاركات سابقة    |
| ----------------- | ---------------------------------------------- | ---------------- |
| ماميلودي صن داونز | بطل دوري أبطال أفريقيا 2016                    | لايوجد           |
| تي بي مازيمبي     | بطل كأس الكونفدرالية الأفريقية لكرة القدم 2016 | 2010، 2011، 2016 |

## المباراة
| ماميلودي صن داونز                 | 1–0   | تي بي مازيمبي |
| --------------------------------- | ----- | ------------- |
| ريكاردو ناسيمينتو 83' (ضربة جزاء) | تقرير |               |